# Reino ostrogodo de Italia
El reino ostrogodo de Italia (oficialmente Reino de Italia, Regnum Italiae) fue una entidad política, un reino bárbaro nominalmente (de iure) parte del Imperio romano, fundado por ostrogodos germánicos y que controló los territorios de la prefectura del pretorio de Italia entre 493 y 553. Sus límites aproximados iban desde la Provenza hasta Iliria (incluyendo las actuales Eslovenia, Croacia y Bosnia-Hercegovina). Existió hasta 553, cuando los ostrogodos fueron derrotados por el general bizantino Narsés y la prefectura fue reincorporada al imperio como un exarcado.
Liderados por el rey Teodorico el Grande tras la caída del reino de Flavio Odoacro en 493, los ostrogodos asesinaron a Odoacro, soldado germánico y antiguo líder de los foederati. Odoacro se había convertido previamente en el gobernante de facto de Italia tras derrocar a Rómulo Augústulo, último emperador del Imperio romano de Occidente, en 476. Bajo el reinado de Teodorico, el reino ostrogodo alcanzó su apogeo, extendiéndose desde la actual Francia meridional, al oeste, hasta la actual Serbia occidental, al sureste. La mayoría de las instituciones sociales del Imperio romano de Occidente tardío se conservaron durante su reinado. Teodorico se autodenominó Gothorum Romanorumque rex, «Rey de los godos y los romanos», lo que demuestra su deseo de ser un líder para ambos pueblos. Bajo el reinado de Justiniano I, el Imperio bizantino emprendió una campaña para reconquistar Italia en 535. Vitiges, gobernante ostrogodo en aquel entonces, no pudo defender el reino con éxito y fue capturado tras la caída de Ravena, la capital. Los ostrogodos se unieron en torno a un nuevo líder, Totila, y lograron revertir en gran medida la conquista, pero finalmente fueron derrotados. El último rey del reino ostrogodo fue Teya.

## Contexto histórico

### Ostrogodos
Los ostrogodos eran la rama oriental de los godos. Se asentaron y establecieron un poderoso estado en Dacia, pero a finales del siglo IV quedaron bajo el dominio de los hunos. Tras la caída del imperio huno en 454, el emperador Marciano estableció un gran número de ostrogodos en la provincia romana de Panonia como foederati. A diferencia de la mayoría de las demás formaciones foederati, los godos no fueron absorbidos por la estructura y las tradiciones del ejército romano, sino que conservaron una fuerte identidad y cohesión propias.  En 460, durante el reinado de León I, al cesar el pago de las sumas anuales, asolaron Iliria. Se firmó la paz en 461, tras lo cual el joven Teodorico el Amalo, hijo de Teodemiro de los Amalos, fue enviado como rehén a Constantinopla, donde recibió educación romana.
En años previos, un gran número de godos, primero bajo Aspar y luego bajo Teodorico Estrabón, se habían alistado en el ejército romano y constituían un importante poder político y militar en la corte de Constantinopla. El período 477-483 fue testigo de una compleja lucha a tres bandas entre Teodorico el Amalo, quien había sucedido a su padre en 474, Teodorico Estrabón, y el nuevo emperador oriental Zenón. En este conflicto, las alianzas cambiaron con regularidad, y gran parte de los Balcanes fueron devastados.
Finalmente, tras la muerte de Estrabón en 481, Zenón llegó a un acuerdo con Teodorico. Partes de Moesia y Dacia Ripensis fueron cedidas a los godos, y Teodorico fue nombrado magister militum praesentalis y cónsul para 484. Apenas un año después, Teodorico y Zenón se enfadaron, y los godos de Teodorico volvieron a asolar Tracia. Fue entonces cuando a Zenón y a sus consejeros se les ocurrió redirigir a Teodorico contra otro vecino problemático del Imperio: el reino itálico de Odoacro.

### El reino de Odoacro (476–493)
En el año 476 Flavio Odoacro, líder de los foederati en Occidente, depuso al usurpador Rómulo Augusto, y se proclamó a sí mismo rex Italiae, bajo la autoridad de Zenón, quien era reconocido como único gobernante del Imperio. Odoacro mantuvo la estructura administrativa romana y, en 477, expulsó a los vándalos de Sicilia. En el 480, tras el asesinato de Julio Nepote, quien se consideraba emperador de Occidente, se hizo con el control de Dalmacia, vengando su muerte. 

## Conquista de Italia por los ostrogodos (489-493)
Zenón pactó un acuerdo con Flavio Teodorico según el cual, si invadía Italia y resultaba victorioso, gobernaría este territorio en nombre del Emperador. Teodorico y su pueblo, los ostrogodos (godos del este), salieron de Moesia en el 488 y tras cruzar Dalmacia y los Alpes julianos entró en Italia en agosto del 489. Odoacro salió a su encuentro y ambos ejércitos se encontraron a orillas del río Isonzo (batalla del Isonzo) el 28 de agosto. Odoacro resultó derrotado y se retiró a Verona, donde un mes más tarde fue nuevamente derrotado. Tras ello huyó hacia su capital, Rávena, donde gran parte de su ejército cambió de bando. Los ostrogodos mandaron ese ejército recién adquirido contra Odoacro, pero nuevamente el grupo cambió de bando y se puso del lado de éste. Con sus tropas de nuevo bajo su mando Odoacro contraatacó y fue capaz de tomar Milán y Cremona y poner asedio a la principal base goda en Ticinum (actual Pavía). Fue en ese momento cuando intervinieron los visigodos y levantaron el asedio de Ticinum, derrotando a Odoacro de forma contundente en el río Adda. Odoacro nuevamente escapó hacia Rávena, mientras el Senado romano y gran parte de las ciudades cambiaron de bando y abrazaron la causa ostrogoda.
Los ostrogodos pusieron sitio a Rávena, pero sin una flota, la capital podía ser abastecida por mar. La situación se estancó hasta el 492, cuando contando ya con una flota los ostrogodos tomaron los puertos de Rávena y cerraron definitivamente el cerco. Tras 6 meses, y con mediación del obispo de la ciudad, comenzaron las negociaciones entre ambas partes y se alcanzó un acuerdo el 25 de febrero de 493, según el cual Italia debía ser dividida entre Teodorico y Odoacro. Para ratificar este pacto se celebró un gran banquete el día 15 de marzo, en el transcurso del cual Teodorico asesinó a Odoacro con sus propias manos y, acto seguido, los ostrogodos mataron a todos sus soldados y seguidores. Flavio Teodorico se convirtió en el nuevo y único rey italiano.

## Reconquista bizantina
A la muerte de Teodorico el Grande, el control de la política ostrogoda cayó en manos de su hija Amalasunta, la cual ejerció el poder en nombre del rey niño Atalarico, hasta que este falleció en 534. La regencia se caracterizó por un viraje político hacia Oriente, generando una fuerte oposición interna. La pronta desaparición de su hijo forzó a la regente a la búsqueda de un monarca formal tras el que seguir moviendo los hilos del gobierno. El elegido fue Teodato, con el que contrajo matrimonio a fines de 534. Este se alejó pronto del palacio de Rávena y ordenó la eliminación de su mujer en abril de 535, posiblemente instigado por Teodora que buscaba un casus belli para la intervención de Justiniano I.
Ese mismo año Justiniano daría dos golpes de mano que le permitieron tomar Sicilia al mando de Belisario y Dalmacia por Ilírico Mundo. Teodato recurrió a una embajada papal, pero se envió una embajada Imperial paralela al propio monarca ostrogodo para establecer un acuerdo secreto de cesión de Italia al imperio. Los diversos contratiempos que atravesaba el Imperio en ese momento, como la revuelta de África y la recuperación de territorios en Dalmacia, indujeron a Teodato a romper el compromiso y a hacer frente a los ejércitos de Justiniano.
Justiniano reorganizó la jerarquía militar para poder poner al frente de las campañas italianas a Belisario, ya que Mundo había fallecido en la ofensiva de Dalmacia. En su lugar se puso a Constantino, que recuperó la ofensiva en Dalmacia, reocupando Salona y expulsando a los ostrogodos de la región. Belisario ocupó Nápoles y finalmente Roma a comienzos de diciembre. Teodato, antes de la caída de Roma, fue depuesto por Vitiges, comandante de su guardia personal que demostró tener gran capacidad para las artes guerreras y puso sitio a Roma.
El precio de la conquista del reino ostrogodo quizá podría considerarse excesivo. Se provocaron continuas campañas de desgaste, siendo víctima principal la población, que sufrió la destrucción de su tejido social, productivo, político y fue azotada por la peste. Los veinte años de lucha aceleraron dramáticamente la transición al mundo medieval. Roma perdió su entidad urbana y dejó de ser la ciudad por antonomasia del mundo Mediterráneo.
La Pragmática Sanción de 554, mediante la cual Italia era reintegrada al Imperio romano, ratificaba la situación de facto al otorgar a los obispos el control de diversos aspectos de la vida civil (como la actividad de los jueces civiles) y la administración de las ciudades, poniéndolos a cargo del aprovisionamiento, la annona y los trabajos públicos, al tiempo que quedaban exentos de la autoridad de los funcionarios imperiales.

## Producción artística
Tanto Teodorico como Amalasunta restauraron un gran número de obras romanas, tales como acueductos, vías, calzadas, anfiteatros, etc. De hecho, muchas de las obras romanas que han llegado hasta nosotros en buen estado ha sido gracias a las restauraciones que en su día hicieron estos reyes ostrogodos. En cualquier caso, no dejan de ser restauraciones. Sin embargo, hay dos obras godas propiamente dichas:
- El palacio de Teodorico en Rávena.
- El mausoleo de Teodorico y Amalasunta en Rávena.

Palacio de Teodorico

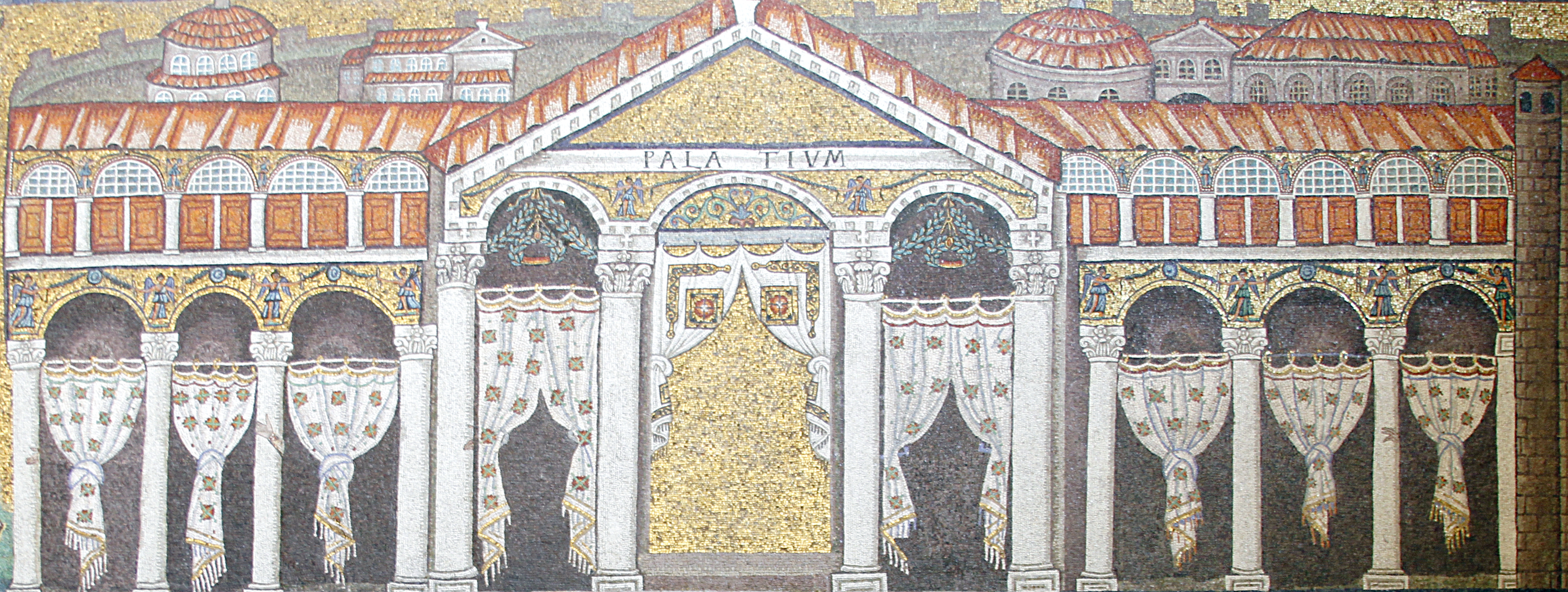
Mosaico del Palacio de Teodorico.

Lo que hizo Teodorico fue imitar el tipo de palacio ciudadano romano, de los del interior de la ciudad. Este palacio ha sido muy reformado en épocas posteriores como en la bizantina, por lo que su apariencia ha cambiado desde su creación, pero aun así, conserva la estructura original.
Se trata de un palacio de dos pisos: uno inferior dedicado a la administración del palacio, etc.; y el piso superior con ventanales que comunicaban con grandes salones para fiestas. En el centro de las arcadas del piso superior había una gran balconada desde donde se asomaba el soberano.
Mausoleo de Teodorico y Amalasunta
La propia apariencia es de aspecto paleocristiano romano, pues parece tener planta centralizada con cúpula. Sin embargo, presenta también elementos ostrogodos: gruesos muros a base de sillares de piedra tallados. No está hecho en ladrillo, pues lo que pretendía Teodorico era que el edificio durase, y para ello usó el material más duro del momento, la piedra. Pretendía que el edificio fuera tan fuerte, que incluso la cúpula está hecha de una sola pieza de piedra tallada («barbarismo ostrogodo»).
El error de Teodorico fue no haber hecho un estudio previo del terreno ni buenos cimientos, de modo que el gran peso del edificio causó su hundimiento por.
Podríamos ver en este edificio el antecedente del futuro románico: fuerte, grueso, incendiable.
Tiene dos pisos: el primero decagonal y arquitrabado. El segundo es circular con la cúpula encima, que sólo cubre este segundo piso, por lo que la planta no está centrada. El único adorno exterior es el friso bajo la gran cúpula monolítica formado a base de «pinzas ostrogodas», que debía ser algo típico ostrogodo. Estas pinzas representaban a los soldados ostrogodos, uno tras otro sin fin, simbolizando el enorme tamaño del ejército ostrogodo, que realmente no era tan grande ni mucho menos.
Hoy no se conservan ni la tumba de Teodorico ni la de Amalasunta. Lo que hay en la segunda planta es una bañera romana que se halló por los alrededores y se colocó bajo la cúpula.

## Lista de reyes
1. Teodorico el Grande (493-526)
2. Atalarico (526-534)
3. Amalasunta (534-535)
4. Teodato (534-536)
5. Vitiges (536-540)
6. Hildibaldo (540-541)
7. Erarico (541)
8. Totila (542-552)
9. Teya (552-553)